# مازيراتي كيالامي
مازيراتي كيالامي (بالإنجليزية: Maserati Kyalami)‏ هي سيارة رياضية من صناعة مازيراتي أنتجت في 1977 وتوقف إنتاجها في 1983.